# Hans Jürgen Soehring
Hans Jürgen Soehring, né le 23 juillet 1908 à Istanbul et mort le 9 octobre 1960 en république du Congo, est un officier, diplomate et écrivain allemand, membre de la Luftwaffe au moment de la Seconde Guerre mondiale, période durant laquelle il entame une relation avec la comédienne française Arletty.

## Biographie
Fils d'un diplomate allemand envoyé dans l'Empire ottoman à Constantinople, il mène ses études à Berlin, Leipzig, Grenoble, Clermont-Ferrand, Paris et Londres. Parlant couramment l'anglais, l'espagnol et le français en plus de l'allemand, il étudie le droit et les sciences politiques entre 1932 et 1936 et se lance sans succès dans les affaires en Amérique du Sud.  
Avant la Seconde Guerre mondiale, membre du parti nazi, il intègre la magistrature où il exerce loyalement sans pour autant être fanatique. Il s'engage dans la Wehrmacht en 1937 et devient conseiller juridique (Rechtsberater) de la Légion Condor en Espagne. Lorsqu'éclate le conflit, il est nommé lieutenant-colonel de la Luftwaffe et affecté comme juge militaire (Feldrichter) à Paris où il est en fait l'un des hommes de confiance de Goering. Josée de Chambrun, fille de Pierre Laval, lui présente en mars 1941 l'actrice Arletty, avec laquelle il poursuivra une relation jusqu'en 1949.
En 1943, il est rétrogradé sous-officier sur ordre de Goering en raison de sa liaison avec Arletty. En mai 1944, il est envoyé en Italie où il participe à la bataille du Monte Cassino en couverture aérienne de la 10e armée allemande, avant de retrouver ses galons d'officier et d'être affecté au tribunal militaire du Reich (Reichskriegsgericht). À la Libération, Soehring ne sera pas inquiété tandis qu'Arletty est frappée d'une suspension professionnelle de deux ans et d'une interdiction de séjour à Paris pendant trois ans.
Après la guerre, il devient écrivain et, proche d'Hans Werner Richter, il fait partie d'un groupe littéraire appelé « Groupe 47 ». Il réside un temps en Argentine et traduit en allemand l'ouvrage autobiographique de Lindbergh The Spirit of St. Louis (Mein Flug über den Ozean, 1956).
Entré au service du ministère des Affaires étrangères de la République fédérale d'Allemagne en janvier 1954, il est nommé consul à Luanda en Angola portugais en 1957. En 1960, il est nommé ambassadeur de la République fédérale d'Allemagne dans la nouvelle République du Congo. Il meurt au cours d'un voyage en famille sur le fleuve Congo, dans des circonstances inexpliquées, alors qu'il se baigne en compagnie de son fils alors âgé de douze ans. Son corps n'a jamais été retrouvé. 
Jusqu'à sa mort, il a conservé l'amitié d'Arletty qui a rendu visite à sa veuve, la cinéaste Anna Soehring (de), et son fils à Bad Godesberg.

## Œuvre
- (de) Hans Jürgen Soehring, Cordelia : Erzählungen, Desch (de), 1948
- (de) Hans Jürgen Soehring, Casaducale, Fischer Verlag, 1950
- (de) Hans Jürgen Soehring, Cordelia und andere Geschichten : Erzählungen, Desch, 1968.

## Représentation
Arnaud Sélignac, dans son film Arletty, une passion coupable (2015), met en scène la relation entre Arletty, interprétée par Laetitia Casta, et Hans Jürgen Soehring, interprété par Ken Duken.

### Téléfilm
Dans le téléfilm Arletty, une passion coupable (2014) réalisé par Arnaud Sélignac, Hans Jürgen Soehring est interprété par Ken Duken.